# Rhys Weston
Rhys David Weston (ur. 27 października 1980 w Kingston upon Thames) – walijski piłkarz występujący na pozycji obrońcy.

## Kariera klubowa
Weston zawodową karierę rozpoczynał w 1999 roku w angielskim Arsenalu z Premier League. Jego barwy reprezentował przez rok. Jedyne ligowe spotkanie rozegrał tam 14 maja 2000 roku przeciwko Newcastle United (2:4). W tym samym roku wywalczył z Arsenalem wicemistrzostwo Anglii.
W 2000 roku odszedł do Cardiff City z Division Three. Zadebiutował tam 22 listopada 2000 roku w wygranym 3:2 pojedynku z Lincoln City. W 2001 roku awansował z zespołem do Division Two, a w 2003 do Division One. W 2004 roku rozpoczął z klubem starty w nowo powstałej lidze Championship, będącej następcą Division One jako drugiego poziomu rozgrywek. W Cardiff spędził 6 lat.
W 2006 roku Weston trafił do norweskiego Vikinga. Jedyny raz w jego barwach wystąpił 5 listopada 2006 roku przeciwko SK Brann (5:0). Na początku 2007 roku wrócił do Anglii, gdzie został graczem zespołu Port Vale z League One. Grał tam do końca sezonu 2006/2007.
W połowie 2007 roku Weston odszedł do Walsall, także występującego w League One. Zadebiutował tam 18 sierpnia 2007 roku w przegranym 0:1 spotkaniu z Leyton Orient. W Walsall spędził 3 lata, a w 2010 roku przeszedł do szkockiego Dundee F.C. ze Scottish First Division. Pierwszy ligowy mecz w jego barwach zaliczył 7 sierpnia 2010 roku przeciwko Queen of the South (1:0).
W 2012 roku Weston został zawodnikiem Reykjavíkur, a następnie Sabah FA. Później grał w AFC Wimbledon i Sutton United F.C.

## Kariera reprezentacyjna
W reprezentacji Walii Weston zadebiutował 2 czerwca 2000 roku w przegranym 0:3 towarzyskim meczu z Portugalią. W latach 2000–2005 w drużynie narodowej rozegrał w sumie 7 spotkań. Wcześniej grał też w kadrze Walii U-21.